# Ґвяздово (Щецинецький повіт)
Ґвяздово (пол. Gwiazdowo) — село в Польщі, у гміні Барвиці Щецинецького повіту Західнопоморського воєводства.
У 1975-1998 роках село належало до Кошалінського воєводства.